# Richard Johnstone
Richard Davis (Dick) Johnstone (23 de junho de 1936 - 18 de novembro de 2022) foi um ex-ciclista neozelandês que representou Nova Zelândia nos Jogos Olímpicos de Verão de 1964 e em dois Jogos da Commonwealth (1958, 1962).